# Prothryptacodon
Prothryptacodon is een uitgestorven zoogdier behorend tot de onderfamilie Chriacinae van de Arctocyonidae. Dit dier leefde van het Midden-Paleoceen tot het Vroeg-Eoceen in Noord-Amerika.
Prothryptacodon leefde van Laat-Puercan tot Laat-Tiffanian. Fossielen zijn gevonden in Canada (Alberta) en de Verenigde Staten (Montana, San Juan-bekken in New Mexico, Texas en Wyoming).